# Akhenaton (artist)
Akhenaton egentligen Philippe Fragione, född 17 september 1968, fransk rapartist och musikproducent från Marseille, medlem i IAM.
Akhenaton växte upp i en förort till Marseille och började intressera sig för hiphop på 1980-talet. Han reste över till New York vid flera tillfällen och började sprida hiphopen i Frankrike. Han träffade Éric Mazel och de två började göra hiphop tillsammans. Tillsammans med Mazel och Geoffroy Mussard bildade han B.Boys Stance som 1989 blev IAM. IAM släppte tre framgångsrika album varpå den första soloplattan, Métèque et mat, följde 1995. Akhenaton har varit producent för franska rappare som Passi, Stomy Bugsy, Chiens de Paille, Fonky Family, Freema, La Brigade och Le 3ème Œil. Han ligger också bakom skivmärket Côté Obscur.

## Diskografi
- 1995 - Métèque et mat
- 1998 - Taxi (Soundtrack)
- 2000 - Comme un aimant (Soundtrack)
- 2000 - Electro Cypher
- 2001 - Sol Invictus
- 2002 - Black Album
- 2006 - Soldats de Fortune